# West Dorset
West Dorset var mellan 1974 och 2019 ett distrikt i Storbritannien. Det låg i grevskapet Dorset och riksdelen England, i den södra delen av landet, 190 km väster om huvudstaden London. Huvudort var Dorchester. Distriktet hade 99 264 invånare (2011).
Den 1 april 2019 blev det en del av den nya enhetskommunen Dorset.